# E Tem Outra Coisa...
E Tem Outra Coisa... é o sexto livro do Guia dos Mochileiros das galáxias. O livro, escrito por Eoin Colfer, autor da série Artemis Fowl, foi publicado no trigésimo aniversário do primeiro livro do Guia do mochileiro das galáxias, em 12 de outubro de 2009, em capa dura. Foi publicado pela Penguin Books no Reino Unido, pela Hyperion Books nos EUA e Pela Editora ártico no Brasil. Eoin Colfer recebeu a permissão para escrever o livro pela viúva de Douglas Adams, Jane Belson. 